# Clinopodium schusteri
Clinopodium schusteri là một loài thực vật có hoa trong họ Hoa môi. Loài này được (Urb.) Govaerts mô tả khoa học đầu tiên năm 1999.